# Ateliers Allot Frères
Les Ateliers Allot Frères sont une entreprise d'ébénisterie d'art spécialisée dans la reproduction de meubles et sièges d'art du XVIIe siècle, XVIIIe siècle et début XIXe siècle. Elle est héritière d'un savoir-faire séculaire.

## Historique
Depuis 1812, la famille Allot travaille le bois. Autrefois tonnelier et fabricant de calèches, l'entreprise Allot est dorénavant spécialisée dans la reproduction de meubles anciens. 
René Allot, diplômé de l'École Boulle et architecte d'intérieur de métier , reprend avec son frère Michel la succession de l'entreprise familiale en 1979, formant ainsi la 7e génération d'artisans du bois de l'entreprise. Ils installent le show-room de 1 300 m2et leurs ateliers sur un même site à Loudéac, en Bretagne.

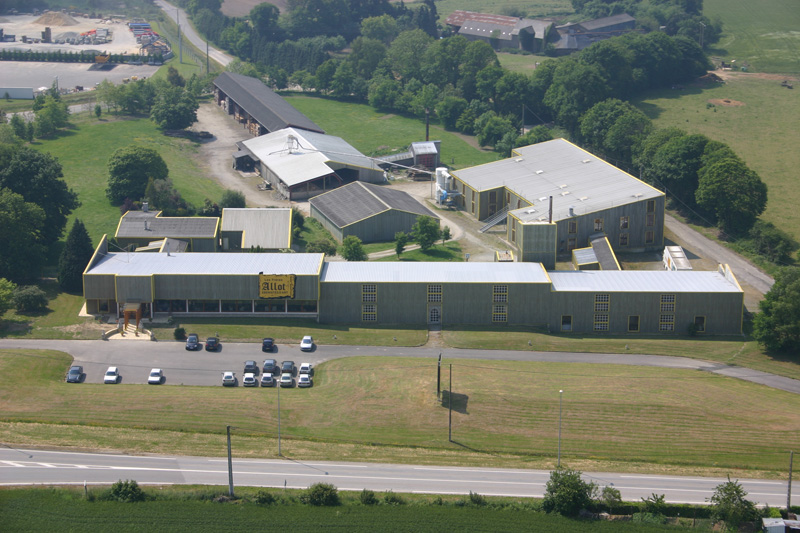
Vue aérienne des "Ateliers Allot Frères" (façade nord en premier plan)

En 1999, un incendie ravage la totalité des ateliers et détruit la collection de patrons et gabarits nécessaires à la réalisation des meubles. Après reconstruction, il aura fallu 10 ans pour reconstituer un patrimoine de plus de 600 modèles .
Le 12 juin 2019, la société, victime d'un impayé important, est placée en redressement judiciaire,.

## Savoir-faire
Les Ateliers Allot Frères sont l'une des seules entreprises en France à réunir encore les huit métiers de l'ameublement  :
- menuisiers en sièges et en meubles
- ébénistes
- marqueteurs
- sculpteurs
- laqueur et doreur
- teinteurs
- vernisseurs
- tapissier garnisseur

La reproduction intégrale de certains chefs-d'œuvre de maîtres ébénistes s'appuie sur des croquis originaux du XVIIe siècle. À l'exception du débit et de la découpe de bois, l'ébénisterie et la sculpture sur bois sont réalisés exclusivement à la main.
Les meubles sont réalisés en bois massif : chêne, châtaignier, noyer, acacia, if, merisier et acajou. Concernant la marqueterie, 43 essences de bois de placages précieux sont utilisées.

## Réalisations
Les meubles réalisés sont de style Louis XIV, Louis XV, transition,  Louis XVI, directoire, restauration et Louis-Philippe.
Tous types de mobiliers de cette époque sont fabriqués : bureau, table, commode, secrétaire, armoire, buffet, console, miroir, cabriolet, bergère, lit à baldaquin, canapé...

## Clientèle
90 % des ventes sont réalisés en direct . Le quart de l'activité est réalisé à l'étranger  comme en Corée du Sud.
L'entreprise réalise parfois de grands chantiers comme ce fut le cas pour le prince héritier de Thaïlande .

## Récompenses
- Label Entreprise du patrimoine vivant depuis le 10 novembre 2006 [10]